# Rugby Rovigo Delta 2013-2014

## Eccellenza 2013-14

### Stagione regolare
| Incontro               | Andata | Ritorno |
| ---------------------- | ------ | ------- |
| Rovigo — Fiamme Oro    | 47-9   | 33-18   |
| Viadana — Rovigo       | 14-19  | 20-16   |
| Calvisano — Rovigo     | 28-28  | 18-6    |
| Rovigo — Mogliano      | 26-5   | 24-17   |
| Rovigo — S.S. Lazio    | 45-22  | 62-26   |
| Reggio Emilia — Rovigo | 13-26  | 27-31   |
| Rovigo — I Cavalieri   | 40-17  | 23-19   |
| San Donà — Rovigo      | 0-33   | 3-27    |
| Rovigo — Petrarca      | 39-0   | 14-17   |
| Capitolina — Rovigo    | 5-40   | 0-76    |

#### Risultati della stagione regolare
| Posizione | G  | V  | N | P | PF  | PS  | DP   | B  | Pt |
| --------- | -- | -- | - | - | --- | --- | ---- | -- | -- |
| 2ª        | 20 | 17 | 1 | 2 | 665 | 278 | +387 | 13 | 83 |

### Fase finale
| Turno | Incontro           | Andata | Ritorno |
| ----- | ------------------ | ------ | ------- |
| SF    | Mogliano — Rovigo  | 19-22  | 30-31   |
| F     | Calvisano — Rovigo | 26-17  | 26-17   |

## Trofeo Eccellenza 2013-14

### Prima fase
| Incontro               | Andata | Ritorno |
| ---------------------- | ------ | ------- |
| Rovigo — Petrarca      | 30-25  | 22-15   |
| Rovigo — Reggio Emilia | 54-15  | 9-8     |
| San Donà — Rovigo      | 21-27  | 8-41    |

#### Risultati della prima fase
| Posizione | G | V | N | P | PF  | PS | DP  | B | Pt |
| --------- | - | - | - | - | --- | -- | --- | - | -- |
| 1ª        | 6 | 6 | 0 | 0 | 183 | 92 | +91 | 4 | 28 |

### Fase finale
| Turno | Incontro            | Risultato |
| ----- | ------------------- | --------- |
| F     | Rovigo — Fiamme Oro | 25-26     |

## Verdetti
- Rovigo qualificato all'European Rugby Challenge Cup Qualifying Competition 2014.